# Rio Peropava
O rio Peropava é um curso de água que banha o município de Iguape, no estado de São Paulo, no Brasil.

## Etimologia
"Peropava" procede do tupi antigo iperupaba, "lagoa de tubarões" (iperu, tubarão e upaba, lagoa).

## Ufologia
Existem relatos de aparição de objetos voadores não identificados que teriam mergulhado no rio Peropava em 1963 e 2009.